# Pasaman

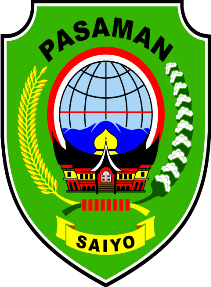
Lambang

Peta

Pasaman là một huyện (kabupaten) thuộc tỉnh Tây Sumatra, Indonesia. Huyện lỵ đóng ở. Huyện có diện tích km2, sân số theo điều tra năm 2000 là người.

## Các đơn vị hành chính
Huyện gồm có phó huyện hành chính (kecamatan) sau: